# Álex Abrines
Alejandro Abrines Redondo dit Álex Abrines, né le 1er août 1993 à Palma de Majorque (Espagne), est un joueur espagnol de basket-ball, évoluant aux postes d'arrière et d'ailier.

## Biographie

### En club
Álex Abrines joue son premier match en Liga ACB en octobre 2011. Le 3 mars 2012, contre le CAI Zaragoza, il joue autant de temps en une partie que Juan Carlos Navarro, Rudy Fernández et Ricky Rubio au même âge. Le 11 mars 2012, il marque 31 points dans une rencontre contre Asefa Estudiantes. C'est le meilleur total personnel pour un Espagnol cette saison, mais surtout il bat le record de précocité en Liga de Ricky Rubio.
En juillet 2012, Abrines est échangé avec Fran Vázquez et signe un contrat avec le FC Barcelone alors que Vázquez arrive à Málaga.
Le Barça recrute Brad Oleson au début de l'année 2013 et Abrines est envoyé dans l'équipe B du club, qui évolue en deuxième division (LEB Oro).
En avril 2013, Abrines participe à la dernière rencontre du Top 16 de l'Euroligue contre le Maccabi Tel-Aviv. Il marque 21 points (3 sur 6 à trois points et 8 sur 8 au lancer-franc) en 21 minutes pour une évaluation de 28 et mène son équipe à la victoire.
Lors de la saison 2013-2014, Abrines est nommé dans la meilleure équipe des jeunes de la Liga ACB avec Guillem Vives, Marcus Eriksson, Kristaps Porziņģis et Walter Tavares.
Lors de la saison 2014-2015, Abrines est nommé meilleur joueur de la Liga lors de la 9e journée, ex æquo avec Fabien Causeur. Lors de la rencontre entre le Barça et l'UCAM Murcie, il réussit 6 tirs à trois points sur 7 marquant au total 24 points,.
En mai 2015, le Barça et Abrines signent une extension de contrat qui lie le joueur et le club jusqu'à la fin de la saison 2018-2019.
En mai 2016, Abrines est nommé meilleur espoir de l'Euroligue 2015-2016.
Le 19 juillet 2016, il rejoint le Thunder d'Oklahoma City en NBA.
Le 9 février 2019, le contrat avec le Thunder est résilié d'un commun accord.
Le 12 juillet 2019, il retourne au FC Barcelone. En juin 2021, Abrines signe un nouveau contrat de 5 saisons avec le Barça.
Il décide de prendre sa retraite à la fin de la saison 2024-2025.

### En équipe nationale
Álex Abrines participe au Championnat d'Europe des 18 ans et moins en 2011 avec l'Espagne. L'Espagne remporte le tournoi et Álex Abrines est nommé meilleur joueur de la compétition. Il est aussi dans l'équipe-type du championnat avec le Polonais Przemysław Karnowski, l'Espagnol Daniel Díez et les Serbes Nenad Miljenović et Vasilije Micić. En moyenne, Abrines marque 13,1 points (62,5 % d'adresse à deux points et 41,5 % à trois points) et prend 4,8 rebonds.
Le même mois, il participe au Championnat d'Europe des 20 ans et moins en 2012. L'Espagne obtient la médaille de bronze et Abrines est le 3e meilleur marqueur de son équipe avec 11,3 points en 29 minutes de jeu en moyenne par rencontre,.
Il fait partie de l'équipe d'Espagne entraînée par Sergio Scariolo qui remporte le bronze aux Jeux olympiques de 2016.

## Statistiques

### Records en match
| Type de statistique        | Saison régulière | Saison régulière                       | Saison régulière              | Playoffs | Playoffs                            | Playoffs                    |
| Type de statistique        | Record           | Adversaire                             | Date                          | Record   | Adversaire                          | Date                        |
| -------------------------- | ---------------- | -------------------------------------- | ----------------------------- | -------- | ----------------------------------- | --------------------------- |
| Points                     | 25               | @ Hornets de Charlotte                 | 1er novembre 2018             | 11       | @ Rockets de Houston Jazz de l'Utah | 25 avril 2017 15 avril 2018 |
| Paniers marqués            | 9                | @ Hornets de Charlotte                 | 1er novembre 2018             | 4        | @ Rockets de Houston Jazz de l'Utah | 25 avril 2017 15 avril 2018 |
| Paniers tentés             | 15               | @ Hornets de Charlotte                 | 1er novembre 2018             | 11       | @ Rockets de Houston                | 25 avril 2017               |
| Paniers à 3 points réussis | 7                | Hawks d'Atlanta                        | 30 novembre 2018              | 3        | Jazz de l'Utah                      | 15 avril 2018               |
| Paniers à 3 points tentés  | 11               | 3 fois                                 |                               | 7        | @ Rockets de Houston                | 25 avril 2017               |
| Lancers francs réussis     | 6                | Hornets de Charlotte                   | 11 décembre 2017              | 2        | Rockets de Houston @ Jazz de l'Utah | 21 avril 2017 23 avril 2018 |
| Lancers francs tentés      | 6                | Hornets de Charlotte                   | 11 décembre 2017              | 2        | 3 fois                              |                             |
| Rebonds offensifs          | 3                | Nuggets de Denver Grizzlies de Memphis | 12 avril 2017 11 février 2018 | 2        | @ Jazz de l'Utah                    | 27 avril 2018               |
| Rebonds défensifs          | 5                | Nuggets de Denver                      | 18 décembre 2017              | 4        | @ Jazz de l'Utah                    | 27 avril 2018               |
| Rebonds totaux             | 6                | Nuggets de Denver Grizzlies de Memphis | 12 avril 2017 11 février 2018 | 6        | @ Jazz de l'Utah                    | 27 avril 2018               |
| Passes décisives           | 3                | 3 fois                                 |                               | 2        | @ Rockets de Houston                | 16 avril 2017               |
| Interception               | 3                | @ Rockets de Houston                   | 26 mars 2017                  | 2        | @ Jazz de l'Utah Jazz de l'Utah     | 23 avril 2018 25 avril 2018 |
| Contres                    | 2                | 3 fois                                 |                               | 1        | Jazz de l'Utah @ Jazz de l'Utah     | 25 avril 2018 27 avril 2018 |
| Balles perdues             | 3                | @ Grizzlies de Memphis                 | 9 décembre 2017               | 1        | Jazz de l'Utah                      | 15 avril 2018               |
| Minutes jouées             | 43               | @ Grizzlies de Memphis                 | 9 décembre 2017               | 25       | Jazz de l'Utah                      | 25 avril 2018               |

## Vie privée
Álex Abrines est le fils du joueur de basket-ball Gabriel Abrines Martí (es).

## Palmarès
Avec le FC Barcelone :
- Supercoupe d'Espagne en 2015
- Champion d'Espagne en 2014, 2021 et 2023
- Vainqueur de la Coupe du Roi 2013, 2021 et 2022

Avec l'Espagne :
- Jeux olympiques
  -  Médaille de bronze au Tournoi olympique de basket-ball 2016.